# Jean-Luc Delblat
 (avril 2023).
Jean-Luc Delblat est un journaliste, écrivain, éditeur, photographe et réalisateur français.

## Aperçu biographique
Fils d'un ingénieur spécialisé dans le ravalement des Monuments historiques et d'une enseignante issus du Carladès, il effectue ses études au Lycée Pasteur de Neuilly-sur-Seine puis à Paris-Sciences-et-Lettres (PSL) et à l'université Sorbonne-Paris-Cité (USPC).[réf. souhaitée]
Élève officier de réserve, il fut lieutenant comme son père, son grand-père et ses grands oncles  décorés de la Croix de guerre 14/16, de la Légion d'honneur et de la Médaille militaire, dont deux morts pour la France.
A la mort de son père, il devient grand-reporter, conseillé par son grand-oncle Louis Delblat, ancien journaliste. Il suit en auditeur libre les cours de l'Ecole du Louvre et de la Sorbonne Nouvelle et entre à l'IPJ dont il sort finaliste du prix de la Fondation Pierre Barret pour son reportage sur le chirurgien Alain Carpentier à l'Institut du cœur d'Hô-Chi-Minh-Ville.
Son docufiction Les Secrets du Parthénon produit par Arte et PBS Nova, en collaboration avec Gary Glassman, a été sélectionné aux Emmy Awards et au Festival du film documentaire Pariscience. Il est lauréat du Premier prix du documentaire scientifique des Writers Guild of America Awards en 2009. Ce long métrage raconte l'histoire du Parthénon et du Siècle de Périclès, avec une reconstitution 3D de l'Acropole de l'ICT de l'université du Sud de la Californie et des interventions de l'académicienne Jacqueline de Romilly, du directeur du Louvre Jean-Luc Martinez, de Bernard Holtzmann architecte de l'École française d'Athènes et d'Emmanuel Schwartz conservateur en chef à l'École des Beaux-Arts de Paris
En 1994, il publie un recueil d’entretiens d'écrivains où figurent  Lucien Bodard, Alphonse Boudard, Michel Déon, Françoise Giroud, Jacques Laurent, Françoise Sagan, Michel Tournier et Vercors grâce auquel il intègre l'équipe éditoriale du Mercure de France auprès de Simone Gallimard. Il publie par la suite un vade-mecum de l'édition, trois fois réédité, Le Guide Lire de l'écrivain.
Il est sociétaire depuis 1994 de la Société des gens de lettres (SGDL), de la Société française des intérêts des auteurs de l'écrit (SOFIA) et de la Société civile des auteurs multimédia (SCAM) sur les registres d'auteur de l'écrit, d'auteur-réalisateur de documentaires et de reporter-photographe.

## Œuvres littéraires
- Le Métier d'écrire, entretiens avec dix-huit écrivains autour de leurs œuvres et leurs habitudes (Le Cherche Midi Éditeur, 1994)[13].
- Les Chemins de la France littéraire, reportages sur une centaine de lieux littéraires en France (Lire, 1994)[14].
- Le Guide de l'écrivain, vadémécum de l'édition : éditeurs, manifestations et prix littéraires, aides, agents, ateliers d'écriture, notion techniques et juridiques, médias (Lire, 1995, L'Archipel 1998, L'Express 2000)[15].
- L'Œil des lettres, exposition d'une centaine de photographies d'écrivains de Louis Monier à la galerie Pierre Belfond, (Editions Hesse, 1997)[16].
- Guides du Routard Internet, Hôtels et Restos de France, Gault et Millau Paris (collectifs 1997-2002).
- Lyon La Duchère, Propositions pour agir, contributions pour un quartier sensible (Communauté urbaine de Lyon, 1998).
- Cent ans pour rire, panorama mondial de cent ans spectacles et de vie politique (collectif, Caveau de la République, Flammarion 2002).

## Films documentaires
- Le Théâtre au bout des doigts, reportage sur la création d'Antigone par l'International Visual Théâtre d'Emmanuelle Laborit (émission L'œil et la Main, agence Point du Jour, France 5, 1996)[17].
- Les Secrets du Parthénon (1h 18', Arte/PBS Nova, en collaboration avec Gary Glassman, 2008)[4]. Documentaire sur l'histoire du Parthénon et du Siècle de Périclès avec une reconstitution 3D de l'Acropole réalisée par l'ICT de l'université du Sud de la Californie. Interventions de Jacqueline de Romilly, de Jean-Luc Martinez, de l'École française d'Athènes, des Beaux-Arts de Paris[10]  et de Philippe Brunet directeur de la troupe de théâtre antique Demodocos[18]. Sélectionné aux Emmy Awards 2009 dans la catégorie Documentaire Science et Technologie.